# MBSヤングタウン金曜日
『MBSヤングタウン金曜日』（エムビーエスヤングタウンきんようび）は、MBSラジオで金曜日の夜間に放送されている番組。深夜番組『MBSヤングタウン』シリーズの金曜版として、1967年10月7日から1999年9月まで放送された後に、2018年4月6日から18年半振りにレギュラー放送を再開した。通称はヤン金（ヤンきん）。
当ページでは、アリス（谷村新司・堀内孝雄・矢沢透）をパーソナリティに起用した期間（2018年4月6日 - 2024年3月29日）の金曜版（放送上の通称はアリスのヤンタン）について述べる。総説についてはMBSヤングタウン#金曜日を参照。

## 概要
『MBSヤングタウン』（『ヤンタン』）は、『歌え!MBSヤングタウン』としての放送開始（1967年10月）から1982年3月まで月 - 土曜日に放送された後に、1982年4月から日曜日での放送を開始。谷村は水曜版（1976年4月 - 1978年3月）→金曜版（1978年4月 - 1986年12月＝2部構成へ移行した1981年4月以降は第1部）、矢沢は金曜版第2部（1981年4月 -1983年3月）のパーソナリティを務めていた。しかし、1999年10月改編で平日の放送を一斉に終了。この改編以降は、明石家さんまがパーソナリティを担当する土曜版（『MBSヤングタウン土曜日』）と、笑福亭鶴瓶がパーソナリティを担当する日曜版（『MBSヤングタウン日曜日』）のみで放送を続けてきた。
MBSラジオでは、『ヤンタン』が放送開始50周年を迎えた2017年に、平日のレギュラー放送を再開することを計画。前述のパーソナリティ時代に絶大な人気を博していた谷村に、31年半振りのパーソナリティ復帰を打診した。折しも、当時活動を休止していたアリスは、谷村、矢沢、堀内の順に古希（70歳）を迎える2019年に通算7期目の活動へ入ることを発表。このような経緯から、「2019年の再始動に向けたアリスの腕ならし」を兼ねて、金曜日限定ながら平日版の復活に至った。おおむね生放送だったかつての平日版とは逆に、毎日放送（2021年4月以降は「株式会社MBSラジオ」）の本社や東京支社のスタジオで事前に収録した内容を放送することが多かったが、生放送を実施することもあった。
ちなみに、堀内もニッポン放送制作の『堀内孝雄のミュージック・イン・キャンパス』（1979年 - 1980年）でラジオ番組のレギュラーパーソナリティを経験しているが、アリスのメンバー全員がラジオ番組に揃ってレギュラーで出演するのは初めてである。
MBSラジオでは2021年10月4日から『ヤンタン』の全日（週7日）レギュラー放送を22年振りに再開したが、金曜版では基本の放送枠を他曜日（90分枠）に揃えず、60分枠のままアリスが引き続きパーソナリティを務めていた。
谷村は『ヤンタン』のパーソナリティを延べ20年にわたって担当していたが、2023年3月に急性腸炎を発症。手術を経て入院加療に専念すべく、3月24日放送分から当番組を休演していた。2024年からの芸能活動再開に合わせて当番組へ復帰することが想定されていたため、当番組でも堀内と矢沢が谷村の近況を随時伝えていたが、谷村は2023年10月8日に74歳で逝去した。
MBSラジオでは、谷村の訃報が2023年10月16日（月曜日）に伝えられたことを受けて、「リスナーの心をつかんで離さなかった（谷村の）その穏やかで温かな語り口は、MBSラジオの歩みの中で昴のような輝きを放ち続けます。本当にありがとうございました」という追悼のコメントを発表。10月20日（金曜日）以降も、谷村が堀内・矢沢と共に映っている写真を公式サイトなどに残しながら、堀内と矢沢が当番組のパーソナリティを続けてきた。
2024年1月12日放送分のエンディングにおいて、金曜日における『アリスのMBSヤングタウン』としての放送を、同年3月29日をもって終了することが堀内から発表された。その一方で、MBSラジオでは、『ヤンタン』の金曜版を「女性では番組史上初めての単独パーソナリティ」という伊原六花（大阪府出身の俳優）の冠番組扱いで継続することを決定。金曜版では、放送上のタイトルを『伊原六花のMBSヤングタウン』（いはらりっかのMBSヤングタウン）に変更したうえで、2024年4月5日から再スタートを切った。ちなみに、『ヤングタウン』で（派生番組や特別番組を除く）本編のレギュラーパーソナリティを女性が単独で務めることは、2024年4月以降の金曜版における伊原が初めてである。

## パーソナリティ
いずれも、アリスのメンバー。
- 谷村新司（放送上の呼称は「チンペイ」、放送上は2023年3月17日まで出演）
- 堀内孝雄（放送上の呼称は「ベーヤン」）
- 矢沢透（放送上の呼称は「キンちゃん」）

## 放送時間
- 基本として毎週金曜日の22:00 - 23:00（JST、『アリスのヤングタウン』としては2018年4月6日から2024年3月29日まで放送）
  - MBSラジオでは、当番組の放送枠を確保するために、金曜日の21時台以降に通年で放送する番組の放送時間を変更。21:00開始の『ヤマヒロのぴかいちラジオ』から26:00終了の『福島のぶひろの、どうぞお構いなく。』（2020年3月27日の深夜まで放送）までの既存4番組のうち、『ぴかいちラジオ』を25分、その他の番組を10分ずつ短縮した。なお、年末年始期間には特別番組を編成する関係で放送を休止。
  - 谷村がJR西日本の「三都物語キャンペーン」向けに同名のイメージソング（『三都物語』）を提供・歌唱していた縁で、『アリスのヤングタウン』には、同社が放送の開始以来一貫してスポンサーに付いている。このような事情から、日本プロ野球（NPB）シーズン中の金曜日に『MBSベースボールパーク』としてNPBナイトゲーム（主に阪神タイガースの公式戦）の中継を21:00以降も続ける場合にも、中継を終了してから『ぴかいちラジオ』をはさんで1時間後に放送。放送日がNPBの2024年レギュラーシーズンの開幕日と重なっていた最終回では、阪神タイガース対読売ジャイアンツの開幕戦（東京ドームでのナイトゲーム）を『MBSベースボールパーク』で21:20まで中継していた関係で、『MBSニュース』『お天気のお知らせ』『ぴかいちラジオ』をはさんで当番組を22:25 - 23:25に放送した。

## 出演者に関する補足事項
上記のメンバーのうち1名が出演できない場合には、残りの2名だけで進行するか、メンバーと親交の深い人物（ばんばひろふみ・桂雀々・高山厳など）をスタジオに迎えるか、以下のように対応していた。
- 2020年4月10日放送分では、日本国内における新型コロナウイルスへの感染拡大を背景に、アリスのメンバー全員がスタジオへの出演を見合わせた。このため、『アリスのヤングタウンスペシャル』と称して、アリスと面識のある上泉雄一（毎日放送アナウンサー）が同局本社のラジオスタジオから急遽進行を担当。宇野幹雄（『MBSヤングタウン』の元・ディレクター→プロデューサー）がスタジオに同席したほか、下記のコーナーに合わせて、上泉が堀内→谷村→矢沢の順に電話をつなぐスタイルで放送した。翌週（17日）から5月29日までの放送分では、メンバーの中から1名がスタジオ進行（放送上の呼称は「メインパーソナリティ」）を週替わりで担う一方で、残りの2名が電話で参加。6月5日放送分から、メンバー全員がスタジオへ再び集結している。
  - 2020年7月31日には谷村・堀内・矢沢が揃っての生放送を予定していたが、矢沢が新型コロナウイルスに感染していることが前日（30日）に判明。症状自体は軽く、矢沢曰く「微熱が出る以外は体調も安定していた」という状況だったが、保健所の指示で31日から入院した。谷村と堀内はPCR検査で陰性が確認されたため、前述した生放送には谷村がスタジオから、堀内が電話で出演。以降の放送でも、矢沢の陰性が確認されるまで、谷村・堀内のみで同様の出演体制を続けた[9]。
  - MBSラジオでは、7月31日に『MBSベースボールパーク』の阪神対横浜DeNAベイスターズナイトゲーム（阪神甲子園球場）中継を22:51まで延長したことに伴って、当番組の生放送を翌8月1日（土曜日）の0:00 - 1:00（31日の24:00 - 25:00）にまで遅らせていた。オープニングでは、谷村が矢沢の入院に至るまでの経緯・病状と自身・堀内のPCR検査の結果を報告。矢沢の感染・入院に関する報道が生放送の前に出たことをきっかけに、高齢（71歳）の矢沢を慮る内容のメッセージがリスナーから大量に寄せられていたため、オープニングと本編でその一部を紹介した。
  - 矢沢は、PCR検査で8月14日に陰性が確認された[10] ため、自宅での経過観察を経て同月28日放送分から復帰。復帰後最初の放送では、矢沢が入院先の病院から発行された陰性証明書をスタジオへ持参したほか、谷村がリスナーに向けて「キンちゃん（矢沢）も戻ってきてくれました。今日からアリスの『新しい日常』です。この『新しい日常』を（堀内を含めた3人で）踏み出して参りたいと思います」と呼び掛けた[11]。
- 谷村の所属事務所（株式会社ダオ）は、谷村が2023年に入ってから急性腸炎の発症に伴う手術を受けていたことや、手術後も当面は入院加療を要する状況にあることを同年3月17日（金曜日）に公表した[12]。当番組では手術の前に堀内・矢沢同席の下で収録した音源を同日に流したものの、放送上は翌週（3月24日）から谷村が休演していて、堀内と矢沢のみで進行。4月21日以降の放送分では、平日放送再開前の『MBSヤングタウン』でパーソナリティを務めていた以下の歌手を、「助っ人」扱いでゲストに迎えていた（パーソナリティ時代の出演曜日・共演者は当該項で詳述）。
  - 2023年4月21日：岩崎宏美
  - 2023年4月28日：岩崎宏美・岩崎良美姉妹
  - 2023年5月5日・12日／9月8日：根本要（スターダスト・レビュー）
    - 2023年9月8日放送分には、『MBSヤングタウン』の放送55周年を記念した「リバイバルWEEK」金曜分の「リバイバルゲスト」扱いで出演。

  - 堀内以外で『MBSヤングタウン』のパーソナリティを経験していない歌手からも、谷村の休演期間中に、アリスと縁の深い以下の人物が出演している。
    - 高山厳（2023年5月16日・5月23日・8月11日・8月18日）
      - バンバン（ばんばひろふみがソロデビューの前に活動していたフォークグループ）の初期メンバーで、当時からアリスと同じ事務所（ヤングジャパン→アップフロントクリエイト）に所属。

    - 五木ひろし（2023年8月25日・9月1日）
      - 2000年に発表した『山河』の作曲を、当時アップフロントエージェンシー（ハロー!プロジェクトのメンバーと同じ事務所で現在の社名は「アップフロントプロモーション」）に所属していた堀内が担当。自身主催のオーディションで見出していた前田有紀 (歌手) が、この年の夏から歌手活動を休止する2012年までハロー!プロジェクトに参加していたこと（当該項で詳述）も相まって、2002年にはソロ活動と並行しながら堀内と共に「五木・孝雄+ハロー!プロジェクト聖歌隊。」という企画ユニットで活動していた。
- 『アリスのヤングタウン』としての放送を終えることが発表された翌月（2024年2月）以降も、『MBSヤングタウン』の新旧パーソナリティなどが、以下のようにゲストで出演。その一方で、最終回（同年3月29日放送分）にはゲストを迎えず、6年にわたるレギュラー放送を堀内と矢沢だけで締めくくった。
  - 2024年2月2日：笑福亭鶴瓶
  - 2024年2月9日：高山厳
  - 2024年2月16日：嘉門タツオ・桂雀々
    - 嘉門は2023年1月16日に自家用車で酒気帯び運転による追突事故を起こしたため、現行犯逮捕や略式起訴を経て、同月の後半からおよそ1年間にわたって芸能活動を自粛。2024年2月10日に、活動の再開を発表したばかりであった。

  - 2024年2月23日：山本雄二
  - 2024年3月1日：タブレット純
    - 出演の時点では『MBSヤングタウン』シリーズのパーソナリティを経験していなかったが、昭和歌謡への造詣の深さを堀内が高く評価していることから、2023年10月27日放送分に「（ソロ活動との兼ね合いで休演することが決まっていた）堀内の代役」扱いで初出演。2023年の11月24日放送分には単独、同年の最終回（12月29日放送分）では武田鉄矢と揃って「ゲスト」で登場していた。

  - 2024年3月8日：根本要
  - 2024年3月15日：近藤光史
    - 出演の時点ではフリーアナウンサーで、『こんちわコンちゃんお昼ですょ!』（MBSラジオ平日午後の生ワイド番組）のメインパーソナリティ。アリスとは結成の当初からメンバー全員との親交が深く、フリーアナウンサーへの転身前（毎日放送のアナウンサー時代）には、『MBSヤングタウン』火・水・木・土曜分や『ヤンタンパートII ～こんばんはこんちゃんです～』（1976年度に放送されていた関連番組）のパーソナリティを務めていた。

  - 2024年3月22日：ばんばひろふみ

## 主なコーナー
アリスのメンバーが基本として、1コーナーずつ進行役を担当。いずれの担当者も、谷村・矢沢がパーソナリティを務めていた時期の平日版にはなかったリスナー投稿用メールアドレス（yankin@mbs1179.com）の読み上げまで任されている。リスナーからハガキや電子メールによるメッセージを募集するたびに、堀内が「ハガキの方は・・・（てんてんてん）、メールの方は・・・」という独特の口上と大仰な口調でメッセージの宛先を紹介することも、当番組の聴きどころになっていた。
前述した事情から、2019年以降の放送では、アリス7期目の活動に関する近況や予定を紹介。アリスによる新曲のリリースが確定している場合には、当番組のオープニングトークに続いて、フルコーラスの音源をいち早く流している。谷村が急性腸炎の療養を理由に休演してからの放送では、所属事務所（株式会社ダオ）が正式に発表した情報も随時伝えていた。

### 放送終了の時点（2022年10月以降）
- 「ベーヤンの あの時君は若かった」
  - 堀内が進行するコーナーで、ザ・スパイダースによる同名のヒット曲をテーマソングに使用。特定の1年を対象に、思い出の1曲のリクエストと当時のエピソード（流行した映画・おもちゃ・遊び、よく見たテレビ番組、人気のあった店や飲食物などにまつわる思い出話）をリスナーから募集したうえで、アリスのメンバー自身の思い出話を交えながら毎回1曲を流していた。
  - 番組の開始からJR西日本が単独（2022年10月からの半年間のみECCと共同）で番組全編のスポンサーに付いているが、CMはオープニングと当コーナーの合間に40秒間だけ挿入されていた。
  - 2021年4月からは、「旅はいいもんだ」という投稿企画を当コーナーの終盤で放送。新型コロナウイルス感染拡大の影響でJR西日本が運行する列車などを利用した旅行が難しい状況が続いていたことを背景に始まった企画で、リスナーから旅の思い出に関するメッセージを募集するとともに、その一部を堀内が紹介していた。
- 「チンペイ（→ベーヤン・キンちゃん）のちょっといい話」
  - 「リスナーにとっての『ちょっといい話』を募集したうえで、その一部を谷村が朗読する」という趣旨で、2018年11月16日から放送。リスナー自身の体験談にととまらず、他人から聞いた「ちょっといい話」も受け付けていた。
  - 当コーナーのみ、アンドレ・ギャニオンによるピアノ演奏曲『愛につつまれて』をBGMに使用。谷村が出演していた時期には、インターネットの記事で自身が見付けた「ちょっといい話」も織り込んでいた。
  - 谷村が出演しなくなってからも、堀内と矢沢のみが出演する場合に「べーヤン・キンちゃんの　ちょっといい話」、○○という芸名のゲストを迎える場合に「べーヤン・キンちゃん・○○の　ちょっといい話」というタイトルで放送を続けていた。
- 「キンちゃんのOnly Music!」
  - 矢沢に聴いて欲しい楽曲や、音楽マニアの矢沢に（演奏のテクニックなどを）解説して欲しい楽曲を、その曲へのこだわりや思い出にまつわるエピソードと共にリスナーから募集。矢沢の解説やエピソードを添えながら、リクエスト曲から毎回1曲を流す。歌手志望のリスナーや、アマチュアで活動するリスナーからオリジナル曲の音源を募ったうえで、矢沢がプロの立場から評価やアドバイスを寄せることもあった。2019年2月22日放送分からは、矢沢自身の好きな映画のテーマ曲も随時紹介。

コーナーの合間には、土曜版・日曜版でも使われているジングルや、かつての平日版で用いられていたジングルを放送。エンディングでは、アリスが1977年3月に発表した楽曲『さらば青春の時』を流していた。また、メンバーから1名が休演する回の放送を残りのメンバーだけで進行する場合には、休演したメンバーの担当コーナーを「（リスナーから残りのメンバーに対する）Q&A」に差し替えていた。『さらば青春の時』については、最終回の「キンちゃんのOnly Music!」でも、「リスナーからの最後のリクエスト曲」としてライブバージョンを放送している。

### 過去
- 「チンペイの 今だから言える暗い過去のコーナー」
  - 谷村がかつてパーソナリティを担当した水曜版・金曜版のテイストを受け継いだリスナー投稿コーナーで、番組の開始から2018年11月9日まで放送。「今だからこそあえて告白できる暗い過去」をテーマに、リスナーからエピソードを募集したうえで、その一部を谷村が紹介していた。
  - マイルス・デイヴィスが『死刑台のエレベーター』（1958年公開のフランス映画）向けに即興で披露したジャズトランペットの演奏音源をBGMに使用。「チンペイのちょっといい話」の開始に伴っていったん終了したが、谷村自身は、担当コーナーのレパートリーを増やすことを視野に、「週替わり企画の1つ」として復活させる可能性があることを示唆していた。もっとも、谷村の存命中には復活に至らなかった。

## 特別番組
2019年12月15日（日曜日）の『MBSサンデー・カルチャーナイト』（20:00 - 21:00の特別放送枠）では、「ALICE AGAIN　アリスが生まれたとき」という単発番組を編成。アリスのメジャーデビュー（1971年）前後の音楽シーンや世相を、フォークソングに造詣の深い宇野と山本浩之（『ヤマヒロのぴかいちラジオ』などのパーソナリティで1962年に出生）が語り合ったほか、宇野が谷村・堀内・矢沢へのインタビューを通じてアリスのルーツに迫った。また、アリスが2019年5月5日（日曜日）に神戸国際会館から始めたコンサートツアー「ALICE AGAIN 2019-2020 限りなき挑戦 -OPEN GATE-」が2020年2月7日（金曜日）・8日（土曜日）の大阪城ホール公演でファイナルを迎えることから、特設電話によるファイナル2公演のチケット先行予約受付と連動させていた。
谷村・堀内・矢沢は、上記のツアーが終了してからも、「アリス」のメンバーとして『ヤン金』への出演を続けていた。

### 谷村新司に対する追悼企画
- 2023年6月30日（金曜日）の放送前に、谷村が2024年からの活動再開を視野に2023年末まで治療に専念することが株式会社ダオから発表されたこと[13]を受けて、当番組でも堀内と矢沢が谷村の近況を随時紹介していた。しかし、谷村の訃報が同年10月16日に伝えられたことを受けて、谷村を追悼する「特別編」を当該週の放送回に編成することを急遽決定。実際に、10月20日のレギュラー枠で放送された[注 3]。 
  - 2023年10月20日放送分については、堀内がソロ活動の一環で展開しているライブツアーとの兼ね合いで休演することや、高山をゲストに迎えることが前週（13日放送分）のエンディングで告知されていた。「特別編」では以上の事情から、高山に加えてシンガーソングライターの山本雄二（1970年代前半に関西のフォークシーンでアリスと人気を二分していた「ザ・ムッシュ」のメンバーで金曜版のパーソナリティ経験者）をスタジオに迎えて事前に収録した音源を、堀内、ばんば、元・毎日放送アナウンサーの佐藤良子（谷村と矢沢がパーソナリティを務めていた時期の金曜版で同局との契約期間中にアシスタントを担当）が音声、公私にわたってアリスのメンバーとの関係が深い杉田二郎が文書で寄せたコメントと合わせて放送[14]。高山・山本に矢沢を交えてのスタジオ収録では、谷村のメジャーデビュー当初の秘話も明かされた[15]。
  - 毎日放送グループでは、アリスが阪神・淡路大震災（1995年1月17日発災）の犠牲者を追悼する目的で6年後（2001年）の同日に神戸国際会館で開催した「ALICE IN KOBE 2001.1.17」（1987年の「再始動」を経て活動を再び休止していたアリスが「2度目の再始動」を遂げたコンサート）に関する特別番組に、谷村に対する関係者からの追悼のコメントを添えてラジオとテレビで改めて放送することも企画。MBSラジオでは2023年10月21日（土曜日）に『アリスが神戸に帰って来た』[注 4]、毎日放送（テレビ）では翌22日（日曜日）の深夜に『甦った男たち～アリス・復活ライブ～』[注 5]の再放送を関西ローカル向けに実施している[15]。